# (33440) 1999 FR18
1999 FR18 (asteroide 33440) é um asteroide da cintura principal. Possui uma excentricidade de 0.11081640 e uma inclinação de 6.50435º.
Este asteroide foi descoberto no dia 22 de março de 1999 por LONEOS em Anderson Mesa.